# Граф, Энрике
Энрике Граф (исп. Enrique Graf; род. 18 июля 1953, Монтевидео) — уругвайско-американский пианист.
После раннего дебюта на родине Граф отправился в США как стипендиат Организации американских государств и окончил Консерваторию Пибоди под руководством Леона Флейшера. На рубеже 1970-80-х гг. с успехом выступил на нескольких американских пианистических конкурсах, выиграв, в частности, Международный конкурс пианистов имени Капелла (1978).
Преподавал в Университете Карнеги — Меллон, затем в Чарльстонском колледже. Записал несколько альбомов с произведениями И. С. Баха, Бетховена, Франсиса Пуленка, Гершвина и других композиторов.